# Alberto Laureano Martínez
Alberto Laureano Martínez  ( Argentina, 9 de mayo de 1913 – 4 de febrero de 198 ) que usó para firmar sus obras los nombres de Laureano Alberto Martínez González, Alberto L. Martínez, Laureano Alberto Martínez, Alvey, A. L. Martínez, A. Martínez y Laureano Martínez fue un letrista dedicado principalmente al género del tango, recordado por especialmente por su obra Yo tengo un pecado nuevo que musicalizó Mariano Mores y fue grabado por artistas de diversos países.

## Grabaciones
Algunas de las grabaciones de sus obras son las siguientes:
- Adiós por Andre y su conjunto, por Los 3 Sudamericanos (1963), por Susy Leiva (1964), por Virginia Luque (1957), Libertad Lamarque (2017)
- Andrajos por Tania (1959), por Argentino Ledesma, por Marco Antonio Muñiz
- Apenas abra la noche  por Lucho Gatica
- Dors mon amour (Duerme mi amor) por Carlos Di Sarli (1958)
- Quién lo habría de pensar  por  Aníbal Troilo
- Quien te ha dicho por Los Costeños
- Si es de noche, adaptación de Si fa sera  de Gianni Morandi, por Los Cruceños (1965)
- Yo tengo un pecado nuevo  por Andre y su conjunto, por Altemar Dutra (1980), por Maria Bethânia (1980), Trio Los Panchos, por Violines De Pego

## Obras registradas en Sadaic
En SADAIC se encuentran registradas a su nombre las obras siguientes:
- Adios (letra original de Pierre Louis Lemaire) adaptación de Alberto Martínez y música de Mariano Mores (1956).
- Andrajos en colaboración con Enrique Santos Discépolo (1961)
- Anoche perdí un sueño música de Augusto Alguero (1962)
- Apenas abra la noche música de Donato Román Heitmann (1959)
- Serenata del silbador música de Martin Böttcher
- Barquinha barquinha música de Vincius de Moraes
- Bellissimo con Kurt Hertha y Josef Niessen
- Bobao  música de Eduardo José Benedito de Paula (1956)
- Buen día tristeza  con Giuseppe Fiorelli y Mario Ruccione
- Café del puerto  música de José María Palomo Jiménez
- Canción de nosotros dos música de Vincius de Moraes (1960)
- Culpa es del baión con Giuseppe Perotti y Francesco Grassi
- Coplas música de Aníbal Troilo (1960)
- Duerme mi amor música de Hubert Giraud letra original de Pierre Delanoë
- El beso que te di música de Miguel Sebastiani (1955)
- El millonario música de Dámaso Pérez Prado
- Emotions con William Ramsey Kearney y Melvin Tillis
- En la iglesia de San Miguel  música de Roberto Inglez (1954)
- Esclavo de tu piel música de Lucio Demare (1960)
- Escuta música deIvon José Curi
- Eso y tú música con Videla Martínez y Antonio Genaro De Tomaso
- Estés en donde estés música de Jorge Caldara (1965)
- Gran Canaria con José Rizzo
- Hiroshima música de  Emilio Dionisio juan Brameri (1975)
- Just You Alone con Bon Freeley y George Schmidt
- La noche y mi pena música de Carlos Marchisio
- La voz del silencio con Giulio Rapetti Mogol, Paolo Limiti y Amelio Isola (2007)
- Lazy Gondolier con B. G. Macgibbon Lewis y Annunzio Paolo Mantovani
- Linda música de Pierre Lous Lemaire (1956)
- Luto blanco música de Armando Francisco Punturiero (1962)
- María la españolita  música de Rafael Rossa (1966)
- Meu Sonho  música de  Luiz Bonfa
- No me quieras yo te quiero  música de Roberto Armando Vicario (1972)
- Obsessao con Milton de Oliveira y Pinheiro Mirabeau Filho
- Olvídate de ayer  música de Martín Darré (1958) #121214 | ISWC T-037043899-5
- Pepino el ratoncito italiano  con Ray Albanese y Wandra Merrell Brown
- Pepino the Italian Mouse  con Ray Albanese y David A. Greenberg
- Petticoats of Portugal  con Marvin Irving Kahn, Michael A. Durso y Mel Mitchell
- Por qué insistir  música de Mario Clavell (1964)
- Por un te quiero  música de Miguel Bonano (157)
- Qualcuno mi ama  con Manlio Arena y Pietro Soffici
- Quando ce la Luna  con Gualterio Mlgoni y Angelo De Lorenzo
- Quejas de Montmartre vals con música de Georges Van Parys (1956)
- Querer como nadie  música de Roberto César Iannaccone (1965)
- Quién lo habría de pensar  música de Roberto  Rufino (1963)
- Quien te ha dicho música de Eugenio Nobile y José Enrique Zelante
- Río cautivo música de Antonio Salvador Trocchia
- Sueño nomás música de Carlos Marchisio (1950)
- Vai que Depois eu vou con Zilda Concalvez
- Vamos marinero vamos música de Fernando Mullen y López (1969)
- Viento, lluvia y barro música de Héctor Stamponi
- Yo tengo un pecado nuevo con música de Mariano Mores (1958)
- You are my Happiess con George Schmidt y Bob Freeley